# Derek Dougan
Alexander Derek Dougan (ur. 20 stycznia 1938 w Belfaście, zm. 24 czerwca 2007 w Wolverhampton) – północnoirlandzki piłkarz występujący na pozycji napastnika. Trener piłkarski.

## Kariera klubowa
Dougan treningi rozpoczął w zespole Cregagh Boys. W 1954 roku trafił do Lisburn Distillery. W 1956 roku zdobył z nim Puchar Irlandii Północnej. W 1957 roku przeszedł do angielskiego Portsmouth. Występował tam przez dwa lata, a potem przeniósł się do Blackburn Rovers. W 1960 roku dotarł z nim do finału Pucharu Anglii. W kolejnych latach grał w Aston Villi, Peterborough United oraz Leicester City, a na początku 1967 roku dołączył do zespołu Wolverhampton. W tym samym roku awansował z nim z Division Two do Division One. W 1967 roku przebywał też na wypożyczeniu w amerykańskim Los Angeles Wolves. Z kolei w 1969 roku był wypożyczony do Kansas City Spurs. W 1972 roku Dougan dotarł wraz z Wolverhampton do finału Pucharu UEFA, a 1974 roku wygrał z nim rozgrywki Pucharu Ligi Angielskiej.
W 1975 roku odszedł do Kettering Town, gdzie przez dwa lata pełnił funkcję grającego trenera. W 1977 roku zakończył karierę.

## Kariera reprezentacyjna
W 1958 roku Dougan został powołany do reprezentacji Irlandii Północnej na mistrzostwa świata. To podczas tego turnieju, 8 czerwca 1958 w wygranym 1:0 meczu z Czechosłowacją, zadebiutował w kadrze. Było to jednak jedyne spotkanie rozegrane przez niego na tamtym turnieju, z którego Irlandia Północna odpadła w ćwierćfinale.
12 kwietnia 1961 w przegranym 1:5 pojedynku British Home Championship z Walią strzelił swojego pierwszego gola w kadrze. W latach 1958–1973 w drużynie narodowej Dougan rozegrał 43 spotkania i zdobył 8 bramek.